# Solignano
Solignano est une commune de la province de Parme, dans l'Émilie-Romagne, en Italie.

## Géographie
Solignano est située sur les bords du fleuve Taro, affluent du Pô, face au village de Pietramogolana où les vestiges d'une ancienne tour probablement du Moyen Âge sont encore visibles.

## Administration
| Période                                  | Période  | Identité        | Étiquette | Qualité |
| ---------------------------------------- | -------- | --------------- | --------- | ------- |
| 27 mai 2003                              | En cours | Gaetano Carpena |           |         |
| Les données manquantes sont à compléter. |          |                 |           |         |

### Hameaux
Bottione, Filippi, Fosio, Gabelli, Marena, Masari, Masereto, Oriano, Prelerna, Rubbiano, Spiaggio.

### Communes limitrophes
Berceto, Fornovo di Taro, Terenzo, Valmozzola, Varano de' Melegari, Varsi.

### Jumelages
- Grambois (France).